# Копилово (Юргинський округ)
Копило́во (рос. Копылово) — присілок у складі Юргинського округу Кемеровської області, Росія.

## Населення
Населення — 177 осіб (2010; 189 у 2002).
Національний склад (станом на 2002 рік):
- росіяни — 93 %